# Keresztelő Szent János születése fatemplom (Rumunyest)
A rumunyesti Keresztelő Szent János születése fatemplom műemlékké nyilvánított épület Romániában, Temes megyében. A romániai műemlékek jegyzékében az  TM-II-m-A-06277 sorszámon szerepel.

## Leírása
A tölgyfából készült falakat utólag földdel tapasztották be. Mindkét bejáratnál könnyed kamra csatlakozik a zsindelytetőhöz, hogy védje a bejáratot az időjárás viszontagságaitól. A pronaosz feletti tornyot barokk ihletésű gomb díszíti; ez a legszebb a Bánságban fennmaradtak közül. A belső falakat eredetileg festmények borították, de utólag lemeszelték.